# 松永久次郎
松永 久次郎（まつなが ひさじろう、Joseph Hisajiro Matsunaga, 1930年3月7日-2006年6月2日）は、日本のカトリック教会聖職者。カトリック長崎大司教区補佐司教およびカトリック福岡司教区第3代司教を務めた。洗礼名は「ヨゼフ」。

## 生涯
長崎県平戸市深川町出身。小学校時代は鹿児島教区糸永真一司教と侍者仲間であった。長崎公教神学校（現長崎カトリック神学院）で学び、1949年4月に福岡サン・スルピス大神学院に入学。 1953年にローマのプロパガンダ・ウルバノ大学へ留学。1956年12月22日に司祭に叙階され、ラテラノ大学で教会法博士号、アテネオ・アンゼリコ大学で神学博士号を取得した。
帰国後の1962年4月から長崎大司教秘書を務め、1963年4月には三ツ山教会主任司祭と兼任。1964年8月から1978年まで、聖婢姉妹会（後のお告げのマリア修道会）指導司祭となった。当時は第2バチカン公会議により「聞かれた教会」が目指されて多くの回勅や教令が出されたが、これらの動きにに対応して｢教会憲章｣、｢修道生活の刷新適応に関する教令｣を講話や修練院のテキストに用いた。1965年に大浦の本部の隣に志願院を建設し、「サンタマリアの家」と名付けた。
1977年11月10日、長崎教区補佐司教に任命され、1978年2月5日、浦上教会で教皇大使マリオ・ピオ・ガスパリ大司教により司教に叙階された。
1990年10月28日、教皇ヨハネ・パウロ2世により福岡教区平田三郎司教の引退が受理され、後任として司教任命を受ける。1991年1月15日、大名町教会で着座式が行われた。福岡教区長の他、聖書・家庭・教会行政法制・典礼・殉教者列福調査特別の各委員会委員長などを歴任。
2006年6月2日、福岡市の司教館自室で脳出血により死去。享年76。本来は司祭叙階50周年記念ミサを捧げる予定であった6月4日、大名町教会で長崎大司教区の高見三明大司教主司式による葬儀ミサが捧げられ、6月11日には浦上教会で追悼ミサが捧げられた。

## 人物
子供のころからスポーツは苦手で、昔話や落語など軽い読書が趣味。長崎ではまんが日本昔話を必ず見ていた。尊敬する聖人は12使徒のアンドレアで、聖書以外に影響を受けた本は、幼きイエズスの聖テレジアの「小さき花」、「イミタチオ・クリスティ」、ビリオン神父の「鮮血遺書」。自分の霊性のレベルについては、コンタツ（ロザリオ）を平凡に唱えるぐらいとしている。

## 著作
- 『一司祭のおぼえがき』（聖母の騎士社、1978年）
- 『キリストの背丈に達するために』（聖母の騎士社、1984年）
- 『祈りと秘跡』（聖母の騎士社、1988年）
- 『折々のことば』（聖母の騎士社、1988年）
- 『ロザリオのこころ』（聖母の騎士社、1989年）
- 『カトリックのこころ』（聖母の騎士社、1991年）
- 『みことばの花籠』（聖母の騎士社、1992年）
- 『みことばの花籠（続）』（聖母の騎士社、1993年）